# David Tua
David Tua, född 21 november 1972, är en nyzeeländsk tungviktsboxare. Tua tog OS-brons i tungviktsboxning 1992 i Barcelona.